# Textile technique

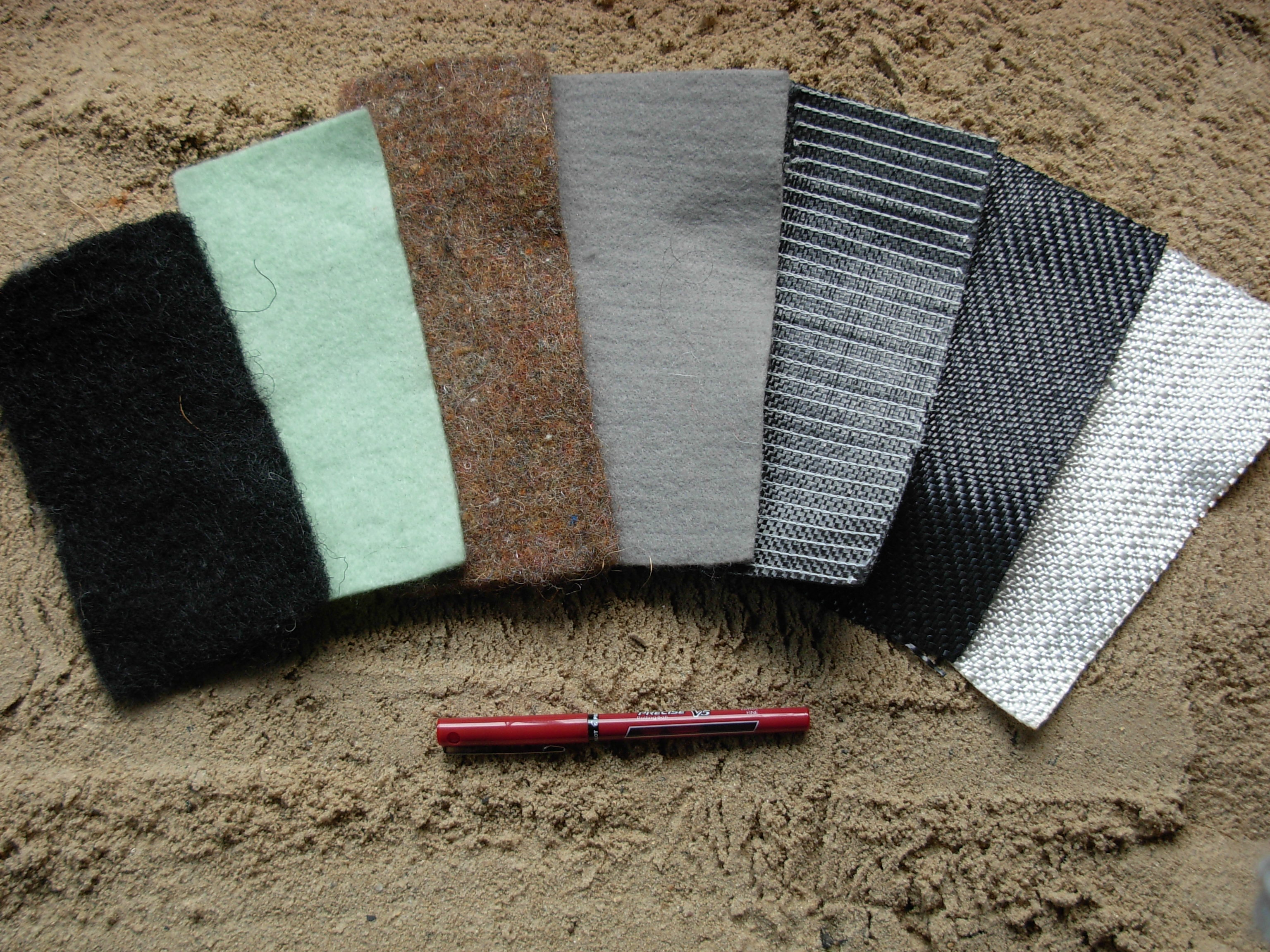
Échantillons de géotextiles.

Un textile technique est un tricot, tissu, non tissé, corde, tresse, etc., dont le toucher et l’aspect visuel ne sont pas primordiaux, constitués de fibres dites « fibres techniques », ayant des caractéristiques choisies pour une ou des applications bien déterminées (non-feu, résistance mécanique, conductivité électrique, antistatisme, protection, isolation, anticoupure, textiles « intelligents », textiles médicaux, , etc.). En général, ce type de textile doit répondre à un cahier des charges strict imposé par le client, répondant à des normes précises.

## Quelques exemples
- Fibres et tissus de carbone ou de verre, dans des composites par exemple utilisés pour construire des vélos, cannes à pêche, matériaux isolants, pièces de véhicules, y compris aérospatiaux, raquette de tennis, etc.
- Tissus, cordes, sangles de polyester, polypropylène ou toutes autres fibres à haute ténacité : également les sports et loisirs, parachutisme, bâtiment, airbags, ceinture de sécurité, bâches de camion, structures gonflables, etc.
- Paraaramide : gilets pare-balle, gants pour protection chaleur, fil de pêche, cordages, fil de couture, etc.
- Polyéthylène de masse molaire très élevée.
- Tissus producteur d'électricité à base de silicium amorphe tissé ou de cellules photovoltaïques en polymères intégrées dans un textile (qui pourraient par exemple permettre de produire des vêtements ou voiles photovoltaïques).

## Évolutions
Ces types de textiles tendent à évoluer. D'ordinaire, ils étaient généralement cachés par une doublure par exemple, ils sortent de l'ombre pour certaines applications notamment dans la décoration et l'habillement, secteurs qui utilisent à présent le métal (ex. : fibres d'inox ou de cuivre), le rétroréfléchissant, le luminescent, les textiles à mémoire de forme, le PTFE (ex. : Gore-Tex), etc.
Des textiles techniques intelligents et insalissables sont imaginés ou prototypés, permettant par exemple de recevoir des textos sur la manche de sa veste, de porter un tee-shirt qui réchauffe, ou qui rafraîchit, un écran textile, etc. Du nylon peut être recouvert d'une mono couche de nanotubes de carbone et avoir alors des propriétés électriques particulières. Des vêtements de survie et militaires bénéficient et pourraient encore bénéficier de ces technologies, mais l’innocuité vis-à-vis de la peau et de la santé, et la recyclabilité de certains textiles complexes sont questionnés, notamment quand ils contiennent des nanoproduits.
L'un des défis de l'habillement est de concevoir tissu passif (fonctionnant sans apport extérieur d'énergie) à émissivité asymétrique ou réversible, c'est-à-dire à la fois capable - selon le contexte - de réchauffer le corps ou de le rafraichir (ce qui est aussi dans l'espace intérieur un enjeu de transition énergétique ; à titre d'exemple aux États-Unis 40 % de la consommation d'énergie domestique est consacrée au chauffage et à la climatisation). 
Réchauffer le corps est facile grâce à des matériaux isolants, mais le rafraichir par un même tissu est plus compliqué : Yi Cui et ses collègues de l'université Stanford (Californie) ont réussi à synthétiser un matériau se laissant traverser par le rayonnement infrarouge (la chaleur) émis par le corps (40 % à 60 % de la chaleur corporelle perdue). Dans ce cas le vêtement est réversible et doit être retourné par l'utilisateur selon qu'il ait froid ou chaud. Une couche de polyéthylène opaque, souple et nanoporeux (45 microns) permet à la chaleur du corps de s'évacuer vers l'extérieur et à l'intérieur un complexe binaire (sandwich) est constitué d'une fine couche de nanopolyéthylène enduit d'un côté de noir de carbone qui absorbe et émet l'infrarouge ; et de l'autre côté d'une couche (ultramince) de cuivre qui absorbe et émet faiblement l'infrarouge. Puis une couche du matériau de base, mais plus fine, complète le tissu. Quand la couche épaisse est la plus proche de la peau, le tissu la réchauffe, et quand le vêtement est retourné (couche de carbone vers l'extérieur) il la rafraichit. Le prototype de tissu est en 2017 capable de fournir un différentiel de température est de 6,5 °C, mais une modélisation informatique suggère qu'il serait possible d'encore « plus que doubler » ce différentiel pour atteindre une fourchette de confort thermique de 14,7 °C. L'écobilan, la durabilité et la stabilité au lavage du produit et sa sécurité à l'égard de la santé et de l'environnement doivent encore faire leurs preuves (risques d'oxydation du cuivre, comportement du carbone et d'adjuvants du polyéthylène vis-à-vis de la transpiration et de la peau, etc.). Le nanoargent et le nanotitane sont depuis les années 2000-2010 déjà couramment intégrés dans des textiles sans que leurs effets sur la santé et l'environnement aient été correctement ni complètement évalués.   
Les tissus techniques sont dans les pays riches (France notamment) un moyen pour certains industriels de faire face à la concurrence de pays émergents ayant un coût de main d'œuvre très inférieur.